# モパン族
モパン族（モパンぞく、Mopan）は、マヤ人の一民族で、ベリーズ南部および隣接するグアテマラのペテン県南東部に住む。
マヤ語族に属し、ユカテコ語に近いモパン語を話す。
歴史的にベリーズではマヤ人とイギリス人の関係は悪く、1880年代にイギリスはマヤ保留地を作ってマヤの居住地をそこに制限しようとした。